# Пољски попац
Пољски попац  (лат. Gryllus campestris) или Европски пољски зрикавац или једноставније пољски зрикавац како га зову на Британским острвима. Тоје правокрилац из породице зрикаваца или попаца. Сродан је скакавцима. Ваљкастог је тијела, велике главе, са усним органима прилагођеним за грицкање. Црне је боје са свјетлијим леђима. Дужина мужијака креће се од 19 до 23мм, а женке од 17 до 22мм. Мужјаци се гласају трењем наглашених ребара на предњим крилима (стридулацијски орган или зрикало). Активни су дању и почетком ноћи.

## Станиште
Пољски попац је уобичајен у већини западне Европе. Преферира сува, сунчана мјеста са кратком вегетацијом. Пошто не лете нису способни да мигрирају на веће удаљености, па губитком популације се теже опорављају. Пољски попац борави у подземним ходницима које копају испод површине земље. Вегетаријанци су, односно хране се коријењем, зеленим дијеловима биљака и сјемењем.

## Репродукција
Репродуктивна сезона им траје од маја до јула. Прије пјевања, мужјаци ископају ходник у земљи и уреде га за женку, стану на улаз и дозивају женку. Цвркућу дању, као и први дио ноћи, само када је температура знатно изнад 13 °C. Мужјаци су територијални и жестоко бране своје јазбине, док су женке скитнице и привлаче их распјевани мужјаци. Имају једну генерацију годишње, а женка пољског попца положи око 600 јаја. Женке јаја полажу плитко (1-1,5 цм дубине) у групама 3-5 комада у испуцало земљиште, испод грудви земље или биљних остатака од прошле године. Након полагања јаја женка угине. Даљи развој јаја је под великим утицајем влаге и температуре. Оптимална температура је око 33ºЦ под условом да је земљиште довољно влажно. До ембрионалног развоја ће доћи само ако је земља довољно влажна, тако да јаје успева да из земљишта извуче довољно влаге и удвостручи своју количину.Ако наступи период суше јаја пропадају, а женке могу да престану са полагањем јаја и наставе да то чине после прве кише. Ембрионални развој траје 15-20 дана. Ларве пролазе кроз 9-13 фаза а презимљавају ларве из последњих фаза. Кроз колико фаза ће ларва проћи и колико ће оне трајати зависи од влаге у земљишту и температуре. Презимљујуће ларве се појављују у пролеће када температура земљишта, на 15 цм дубине, износи 13ºЦ.

## Угроженост
Пољски попац се дуго сматрао најугроженијом врстом зрикаваца на Британским острвима, јер се налазио само у јужној Енглеској.  У опадању је и налази се на црвеним листама у великим дијеловима средње и Сјеверне Европе, попут Велике Британије, Њемачке, Холандије, Белгије, Луксембурга, Данске и Литваније. Број јединки је значајно опао сјеверном дијелу опсега њихових станишта због нестанка мочвара; до раних 1990-их врста је у Великој Британији сведена на једну преживелу колонију од само 100 јединки у Коатесу, Западни Сасекс.